# Il vento fischia ancora
Il vento fischia ancora è un album del Duo di Piadena del 1974.

## Tracce
1. Fischia il vento
2. Dalle belle città
3. Bella ciao
4. Il bersagliere
5. I crucchi
6. La Badoglieide
7. Pietà l'è morta
8. E quei briganti neri
9. Festa d'aprile
10. La Brigata Garibaldi
11. Il partigiano di Pozzaglio
12. Dongo
13. Morti di Reggio Emilia
14. Fischia il vento